# غراهام بونيت
غراهام بونيت (بالإنجليزية: Graham Bonnet)‏ (و. 1947  م) هو مغني، ومغن مؤلف بريطاني، يستخدم آلات قيثارة صوتية.

## روابط خارجية
- غراهام بونيت على موقع IMDb (الإنجليزية)
- غراهام بونيت على موقع ميوزك برينز (الإنجليزية)
- غراهام بونيت على موقع أول ميوزيك (الإنجليزية)
- غراهام بونيت على موقع ديسكوغز (الإنجليزية)
- غراهام بونيت على موقع قاعدة بيانات الفيلم (الإنجليزية)